# かわじま郷土資料展示室
かわじま郷土資料展示室（かわじまきょうどしりょうてんじしつ）は、川島町立の資料展示室（資料館）。2018年（平成30年）3月に廃校となった旧小見野小学校の校舎を利用して2023年（令和5年）4月に開館した。設立までの事業は川島町政50周年記念事業の一環として実施された。

## 展示内容
川島町の歴史が古代から現代まで振り返るコーナや古民具を扱うコーナがある。展示内容は以下の通り。
古民具の展示では商家風・民家風の場所に、町民から集めた古民具が展示されている。
- 古代: 縄文時代から始まり、芝沼堤外遺跡出土の土器・石器、古墳時代の稲荷塚古墳群出土馬形埴輪などが展示されている。
- 中世から江戸時代: 板碑や古文書、江戸時代の川島町における領地などの展示がある。
- 近代から現代: 川島村に関する各資料の展示、写真と共に町制50年を振り返る展示がある。
- 水害についての展示: 水塚や自然堤防などの展示かある。

なお、約1 km東方の鳥羽井沼に「川島民具展示館」が所在し、古民具を展示していた。

## 企画・特別展示
- 特別展示「川島町の昭和の農機具」の開催が2024年5月31日に川島町ホームページより発表された。
- 夏休みの小中学生向けの展示解説を2024年7月26.27日にかけて開催した。
- 「学芸員の解説」毎月第三土曜日10:00・11:00に学芸員によるかわじま郷土資料展示室の展示解説をする企画が、2024年8月15日に川島町ホームページより発表された。

## 所在地
- 埼玉県比企郡川島町大字谷中99

## 開室日
- 毎週火曜日から土曜日
- 開室時間は午前9時30分〜午後4時30分まで。